# Antigua és Barbuda himnusza
Antigua és Barbuda himnuszának zenéjét egy templomi orgonista Walter Chambers írta 1966-ban, szövegét egy író, költő és újságíró Novelle Richards írta. Eredetileg csak Antigua himnusza volt. 1967-től használatos, amikor az ország önálló lett a Brit Nemzetközösségen belül. Teljes függetlenségét 1981-ben nyerte el, ekkor a szövegbe Barbuda is bekerült, ezért azt módosítani kellett. A mű címe: Fair Antigua, We Salute Thee.
Walter Garnet Picart Chambers – Novelle Hamilton Richards

## Az eredeti angol szöveg
Fair Antigua and Barbuda
Fair Antigua and Barbuda! 

We thy sons and daughters stand 

Strong and firm in peace or danger 

To safeguard our Native Land 

We commit ourselves to building 

A true nation brave and free; 

Ever striving, ever seeking, 

Dwell in love and unity
Raise the standard! Raise it boldly! 

Answer now to duty’s call 

To the service of thy country, 

Sparing nothing, giving all; 

Gird your loins and join the battle 

‘Gainst fear, hate and poverty, 

Each endeavouring, all achieving, 

Live in peace where man is free.
God of nations, let Thy blessings 

Fall upon this land of ours; 

Rain and sunshine ever sending, 

Fill her fields with crops and flowers; 

We her children do implore Thee, 

Give us strength, faith, loyalty, 

Never failing, all enduring 

To defend her liberty.

## A magyar szöveg
Szép Antigua és Barbuda
Szép Antigua és Barbuda, 

Fiaid és lányaid készen állunk, 

Erősen és szilárdan, békében és vészben 

Hogy megvédjük szülőföldünk, 

Benned bízunk, hogy felépítsünk, 

Egy igaz, bátor és szabad nemzetet, 

Mindig törekedve, mindig keresve, 

Szeretetben és egységben élve.